# Agriomorpha fusca
Agriomorpha fusca là loài chuồn chuồn trong họ Megapodagrionidae. Loài này được May mô tả khoa học đầu tiên năm 1933.